# Elbebrücke Riesa (Eisenbahn)
Die Elbebrücke Riesa ist eine 347 m lange Eisenbahnbrücke und überspannt in Riesa (Sachsen) die Elbe bei Stromkilometer 108,39. Das Bauwerk liegt im Zuge der Bahnstrecke Leipzig–Dresden bei Streckenkilometer 66,46 und gehörte 1839 zu den ersten großen Eisenbahnbrücken Deutschlands.

## Brücke von 1839
Im Rahmen des Baus der Leipzig-Dresdner Eisenbahn wurde im August 1836 mit der Errichtung einer kombinierten Straßen- und Eisenbahnbrücke über die Elbe bei Riesa begonnen. Das 340 m lange Bauwerk hatte elf Steinpfeiler, die auf hölzernen Pfahlrosten gegründet waren. Der Überbau bestand aus unten liegenden hölzernen, gebogenen Bindern, die über Andreaskreuze mit den Fahrbahnträgern verbunden waren. Die Konstruktion war mit Brettern so verschalt, dass der Eindruck einer Steingewölbebrücke entstand. Im Strombereich waren sechs Öffnungen mit lichten Weiten von 28,24 m vorhanden, am linken Ufer standen zwei Bögen mit jeweils einer lichten Weite von 31,79 m. Das Bauwerk wurde am 7. April 1839 in Betrieb genommen. Die Baukosten betrugen 270.000 Taler. Während des Deutschen Krieges im Jahr 1866 wurden zwei Brückenbögen durch einen von sächsischen Truppen gelegten Brand zerstört.

## Brücke von 1875

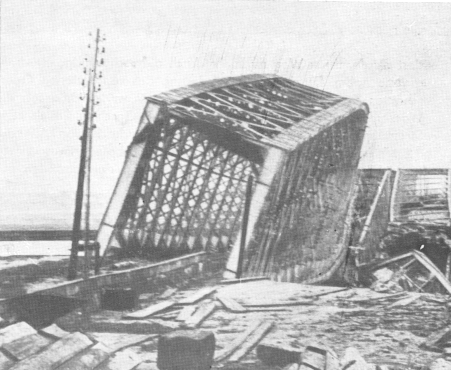
Brücke beim Einsturz am 22. Februar 1876

1874 begann der Austausch der hölzernen Überbauten durch eine Eisenkonstruktion. Für die zwei Gleise sowie die Straße wurden eigene Brückenüberbauten auf die vorhandenen Steinpfeiler gelegt. Der Brückenzug bestand bei seiner Fertigstellung im November 1875 am linken Elbeufer aus zwei Steingewölben mit 13,0 m lichter Weite, es folgten bei der Eisenbahnbrücke über der Elbe zwei 93 m spannende, eiserne Fachwerkbrücken mit Halbparabelträgern und untenliegender Fahrbahn. Die Straßenbrücke hatte nur ein Feld mit 93 m sowie weitere drei Gitterträgerbrücken mit 28 m Stützweite. Die übrigen sechs Öffnungen waren mit ihren hölzernen Überbauten unverändert geblieben. Aufgrund von Eisgang und Hochwasser, das einen Pfeiler unterspülte, stürzten zwischen dem 19. Februar und dem 22. Februar 1876 die neuen Überbauten größtenteils ein. Eine Holzkonstruktion diente in den folgenden zwei Jahren als Behelfsbrücke.

## Brücke von 1878
Noch im Sommer 1876 begann der komplette Neubau der Brücke 30 m oberhalb der alten Brücke nach Plänen des Bauingenieurs Claus Koepcke. Der neue Brückenzug hatte vier Felder, am Riesaer Ufer eins mit 44,4 m Stützweite sowie drei mit jeweils 101,4 m. Als Widerlager wurden 8 m breite Gewölbekammern hergestellt. Die getrennten Überbauten der zweigleisigen Eisenbahnbrücke und der Straßenbrücke lagen auf gemeinsamen Pfeilern auf, die auf eiserne Senkkästen gegründet waren. Beide Brückenzüge hatten als Überbauten beidseitig angeordnete, eiserne, parabelförmig gekrümmte Fachwerkträger mit unten liegender Fahrbahn. Die Eisenbahnbrücke war im Februar 1878 und die oberhalb gelegene Straßenbrücke im Dezember fertiggestellt. Die Baukosten betrugen 1,55 Millionen Mark.
Am 23. April 1945 wurde die Straßenbrücke gesprengt und die Eisenbahnbrücke im Feld am linken Ufer schwer beschädigt. Bis zum 1. Juli 1945 wurde die Eisenbahnbrücke instand gesetzt. Nach dem Abbau eines Gleises und dem Einbau eines Bohlenbelags wurde sie dann auch vom Straßenverkehr benutzt. Mit der Inbetriebnahme der neuen Straßenbrücke im Jahr 1956 wurde das verbliebene Gleis in Brückenmitte verschoben.

## Brücke von 1966

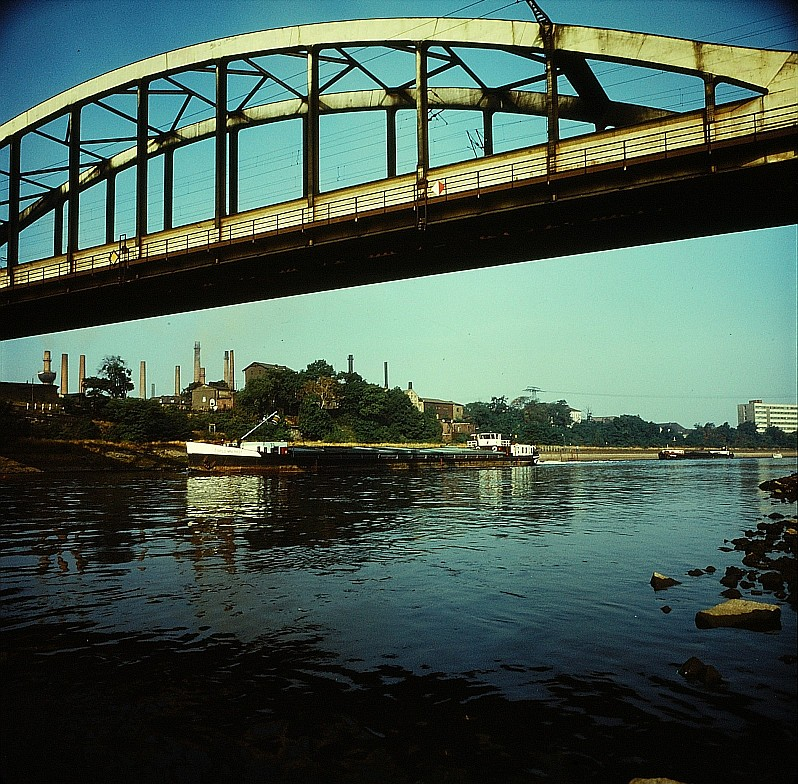
Brückenansicht 1982

Im Rahmen der kompletten Wiederherstellung der Zweigleisigkeit und der Elektrifizierung der Eisenbahnstrecke Leipzig–Dresden begannen nach dem Neubau der Straßenbrücke aufgrund einer ungenügenden Standsicherheit der fast 80 Jahre alten Brücke die Planungen für einen Eisenbahnbrückenneubau. Im Januar 1964 begannen die Arbeiten an der vierten Eisenbahnbrücke in Riesa. Im Juli 1966 war sie fertiggestellt. Die Baukosten betrugen 16,8 Millionen Mark.
Seitdem besteht das stählerne Bauwerk aus zwei Abschnitten mit jeweils einem Dreifeldträger als Bauwerkssystem in Längsrichtung. Der westliche Brückenteil ist 195 m lang und überspannt mit einer zirka 14,3 m hohen Stabbogenbrücke im mittleren Feld die Schifffahrtsöffnung, die übrigen Felder sind als Trogbrücken mit zirka 3,4 m hohen Hauptträgern ausgebildet. Die Stützweiten betragen beim westlichen Endfeld 43,6 m, die Hauptöffnung spannt 101,4 m weit und das Randfeld hat eine Stützweite von 50,0 m. Der anschließende, dreifeldrige Überbau im östlichen Vorlandbereich ist 151,6 m lang. Die kleinste Durchfahrtshöhe für Schiffe beträgt beim höchsten schiffbaren Wasserstand 9,93 m.
Bis auf die Widerlager wurden für den neuen Überbau die alten Unterbauten wieder verwendet, allerdings erfolgte in dem östlichen Vorlandbereich der Bau von zwei neuen Zwischenpfeilern. Der neue Überbau wurde oberhalb des alten Brückenzuges in der Achse der ehemaligen Straßenbrücke hergestellt und eingleisig in Betrieb genommen. Anschließend folgte der Abbruch der alten Brücke und schließlich das Querverschieben der neuen Brücke um den Abstand der beiden Gleisachsen.

## Brücke von 2006
Im Rahmen der Streckenerweiterung auf ein drittes Gleis wurde zwischen 2004 und 2006 stromabwärts neben der vorhandenen Brücke auf den schon von Anfang dafür vorgesehenen, bestehenden Pfeilern ein weiterer Überbau errichtet. Dieser hat dieselbe Geometrie in Längsrichtung wie die Konstruktion von 1966. Die neue Brücke, deren Platz bereits beim Neubau der Brücke nach dem Zweiten Weltkrieg berücksichtigt worden war, ist mit 160 km/h befahrbar. In das dritte Gleis wurden insgesamt mehr als 21 Millionen Euro investiert. Es gehört zur Strecke  Röderau–Riesa (6254, sä RRV), ihre Kilometrierung schließt an die der Strecke Jüterbog–Röderau (6133, sä JR) und verläuft dadurch im Bereich der Parallelführung in umgekehrter Richtung zur Strecke Leipzig–Dresden.

## Hochwasser von 2002
Das Elbhochwasser 2002 hatte auf die Standsicherheit der Eisenbahnbrücke keine Auswirkung, allerdings stürzten zwei Flutbrücken im östlichen Vorland zwischen der Elbe und dem Gleisdreieck Röderau, die nach der Verfüllung des Röderauer Viaduktes in Vorbereitung der Elektrifizierung zwischen 1967 und 1969 übriggeblieben und mit rund 50 Meter langen Spannbetonüberbauten versehen worden waren, (51° 19′ 7″ N, 13° 18′ 28″ O und 51° 19′ 16″ N, 13° 18′ 47″ O) am Abend des 17. August 2002 nach einem Deichbruch ein. Nach dem Ablaufen des  Hochwassers wurden zwei Behelfsbrücken in der Achse des Richtungsgleises Leipzig–Dresden errichtet. Seit dem 30. Oktober 2002 war die Strecke wieder eingleisig und elektrisch befahrbar. Beim Neubau mussten die Reste des noch im Damm vorhandenen Röderauer Viaduktes beseitigt werden. Der vorläufige Endzustand wurde im Zusammenhang mit dem dreigleisigen Ausbau der Riesaer Elbquerung bis 2006 hergestellt.